# Laticauda guineai
Espèce
Statut de conservation UICN

 NT  : Quasi menacé
Laticauda guineai ou tricot rayé papou est une espèce de serpents de la famille des Elapidae.

## Description
Ce tricot rayé a comme particularité une tache noire qui coiffe le haut de la tête et une bande noire qui part de l’œil et fait le tour de ses lèvres qui restent blanches.
Il chasse des murènes dans des eaux peu profonde, de 0 à 10 m de profondeur. Il reste proche du rivage et ne va dans les rochers que pour pondre et se reposer.

## Habitat et répartition

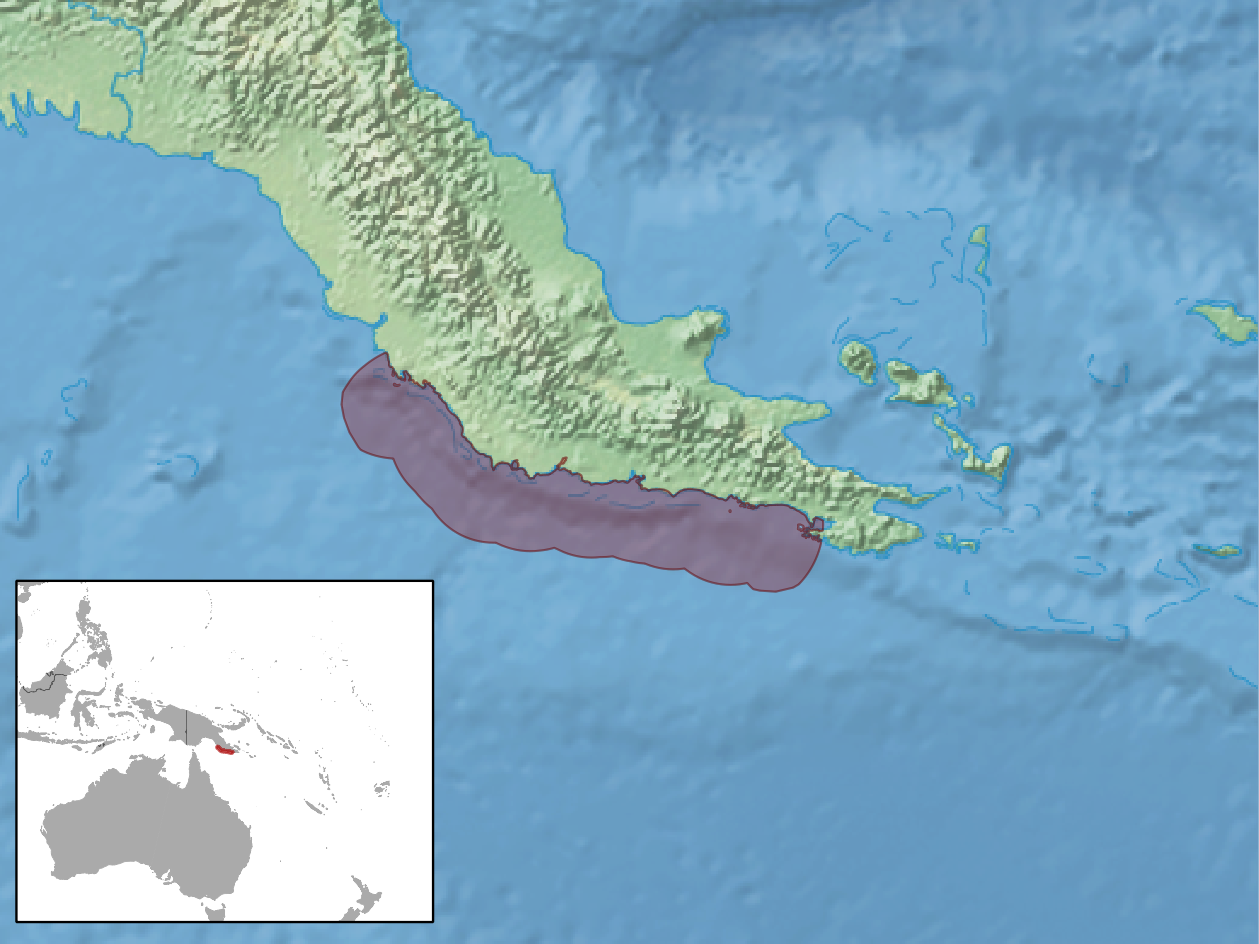
Répartition de l'espèce.

Cette espèce est endémique des eaux de Papouasie-Nouvelle-Guinée. Elle a été découverte près de l'île Bava.
Son habitat est morcelé et se dégrade avec l'urbanisation de la côte.

## Étymologie
Cette espèce est nommée en l'honneur de Michael Leonard Guinea.

## Publication originale
- Heatwole, Busack & Cogger, 2005 : Geographic variation in sea kraits of the Laticauda colubrina complex (Serpentes: Elapidae: Hydrophiinae: Laticaudini). Herpetological Monographs, vol. 19, p. 1-136.